# Aéroport d'Ameland
L'aéroport d'Ameland, aussi appelé Ameland Airport Ballum ou Ameland Airport est un petit aéroport situé sur l'île néerlandaise d'Ameland près de la localité de Ballum, dans la partie ouest de l'île.
Le trafic aérien dispose d'un piste en herbe de 998 sur 30 mètres. Il y a aussi un projet de piste transversale de 630 sur 25 mètres dans le cas d'un vent fort du nord. 
L'aéroport est ouvert les mois d'été et seulement pendant la journée.
L'aéroport est utilisé par des avions d'affaires et par des entreprises qui offrent des vols récréatifs circulaires, des vols pour saut en parachute et des vols de planeur.  
L'aéroport est aussi utilisé par le Club des planeurs d'Ameland.
L'aéroport sert en plus pour les hélicoptères du SAR-squadron de Leeuwarden, qui exécute des vols de recherche et sauvetage ainsi que le transport des urgences médicales pour les îles de la Frise néerlandaises dans la mer des Wadden, à l'exception de l'île de Texel.
En 1974, l'on a tourné à l'aéroport des scènes pour le film Dakota du régisseur Wim Verstappen.